# 張北県
張北県（ちょうほく-けん）は中華人民共和国河北省張家口市に位置する県。

## 歴史
1913年（民国2年）に設置された。

## 行政区画
- 鎮:張北鎮、公会鎮、二台鎮、大囫圇鎮、小二台鎮、油簍溝鎮、大河鎮、沙溝鎮
- 郷:台路溝郷、饅頭営郷、二泉井郷、単晶河郷、海流図郷、両面井郷、大西湾郷、郝家営郷、白廟灘郷、戦海郷、三号郷、宇宙営郷